# Skye Blue (wrestler)
Skye Blue, pseudonimo di Skye Dolecki (Chicago, 2 ottobre 1999), è una wrestler statunitense sotto contratto con la All Elite Wrestling.

## Carriera

### Circuito indipendente (2017–2021)
Skye Blue ha fatto il suo esordio sul ring il 24 giugno 2017, perdendo contro Sierra durante un evento della Premier Pro Wrestling.

### All Elite Wrestling (2021–presente)
Il 7 aprile 2021 ha debuttato nella All Elite Wrestling, venendo sconfitta da Britt Baker durante la puntata settimanale di AEW Dark: Elevation. Il 5 settembre, ad All Out, è apparsa per la prima volta in pay-per-view, partecipando alla Casino Battle Royal, ma è stata la prima ad essere eliminata. L'11 settembre ha ottenuto la sua prima vittoria in singolo, sconfiggendo Madi Wrenkowski. ll 19 gennaio 2022 ha combattuto il suo primo match ad AEW Dynamite, perdendo contro Serena Deeb. Il 1º aprile ha preso parte alla prima edizione del torneo dedicato alla memoria di Owen Hart, ma è stata battuta da Jamie Hayter agli ottavi di finale. Il 12 agosto ha fatto coppia con Dante Martin per sfidare Sammy Guevara e Tay Melo in un Mixed Tag Team match valido per il World Mixed Tag Team Championship della Asistencia Asesoría y Administración, ma i due sono stati sconfitti a causa di un'interferenza di Anna Jay.
Il 6 gennaio 2023, a Battle of the Belts, ha perso contro Jade Cargill in un match valido per il TBS Championship. Il 9 giugno ha vinto un Fatal 4-Way match che vedeva coinvolte anche Britt Baker, Mercedes Martinez e Nyla Rose, diventando la sfidante al Women's World Championship detenuto da Toni Storm; la settimana successiva è stata però sconfitta dalla campionessa a causa di un'interferenza di Ruby Soho. Il 23 giugno ha preso parte alla seconda edizione del torneo dedicato alla memoria di Owen Hart, battendo Anna Jay agli ottavi di finale ma perdendo contro Ruby Soho ai quarti.
Il 23 settembre 2023 ha cercato di salvare Kiera Hogan da un attacco di Julia Hart, ma è stata accecata da quest'ultima con il black mist; da allora, nelle settimane seguenti, ha iniziato a presentarsi sul ring con un trucco nero molto pesante e a combattere in maniera più aggressiva. Il 1º novembre ha risposto alla sfida di Kris Statlander, detentrice del TBS Championship, ma è stata interrotta da Julia Hart; al termine del suo promo, ha accecato la Hart con il blue mist, vendicandosi dell'attacco del mese precedente. Il 18 novembre, a Full Gear, ha partecipato ad un Triple Threat match valido per il TBS Championship con Kris Statlander e Julia Hart, ma a vincere è stata quest'ultima. Il 16 dicembre ha effettuato un turn-heel, alleandosi con la Hart ed aiutandola ad attaccare Abadon.

## Vita privata
Dal giugno del 2023 è fidanzata con il collega Kyle Fletcher.

## Personaggio

### Mosse finali
- Bridging fisherman suplex
- Sunset flip powerbomb

## Titoli e riconoscimenti
- All American Wrestling
  - AAW Women's Championship (1)
- Chicago Style Wrestling
  - CSW Women's Championship (1)
- Global Professional Wrestling
  - GPW Battle Royal Championship (1)
- Pro Wrestling Illustrated
  - 75ª tra le 100 migliori wrestler femminili nella PWI Women's 100 (2021)[5]
- Pro Wrestling ZERO1
  - ZERO1 Women's Championship (1)
- Warrior Wrestling
  - Warrior Wrestling Women's Championship (1)